# Bataille du Peñon de Velez (1553)
Pour les articles homonymes, voir Prise du Peñon de Velez.
La bataille du Peñon de Vélez est une bataille navale qui a lieu en 1553 dans la baie du Peñon de Velez entre les forces de la Régence d'Alger et une flottille du Royaume de Portugal, au cours de laquelle les forces de Salah Rais sortent victorieuses,.

## Histoire
Au cours de l’hiver 1552-1553, la régence d'Alger arme une flotte. Au début du mois de juin, Salah Reis quitte Alger à la tête d’une flotte de 40 navires, comprenant des galères, des galiotes et des brigantins,.
Le 5 juillet 1553, alors qu’il se trouve en mer avec son escadre, Salah Rais rencontre et vainc une flotte portugaise dans la baie de Vélez,. L’ensemble de la flottille et de ses caravelles sont capturés, et les Portugais et les Marocains sont faits prisonniers et conduits à Vélez.
Le butin est offert au souverain des saadiens en gage d’amitié et de bon voisinage, et aussi pour le dissuader de lancer des raids contre Oran. Malgré cette offrande, un nouvel incident frontalier éclate, et Salah Rais passe l’hiver à préparer une expédition contre les saadiens, à la suite de laquelle il vainc le souverain saadien lors de la bataille de Taza (1553).